# Vahl-lès-Faulquemont

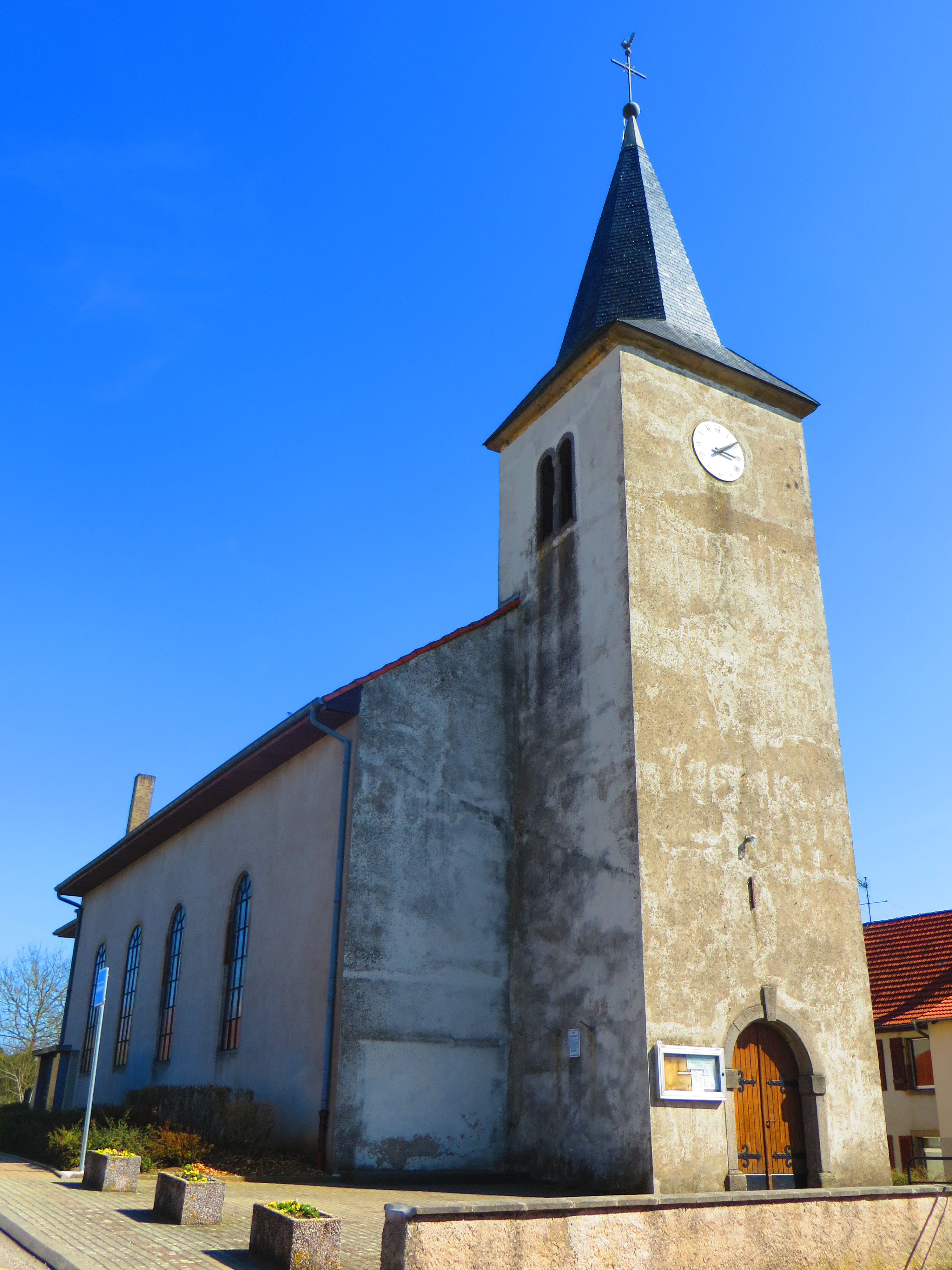
Kirche St. Léopold

Vahl-lès-Faulquemont (deutsch bis 1915 Vahlen, seitdem Wahlen, lothringisch Wahl) ist eine französische Gemeinde mit 245 Einwohnern (Stand 1. Januar 2022) im Département Moselle in der Region Grand Est (bis 2015 Lothringen).

## Geographie
Die Gemeinde liegt etwa 35 Kilometer ostsüdöstlich von Metz, 20 Kilometer südsüdöstlich von Boulay-Moselle (Bolchen) und zweieinhalb Kilometer südöstlich von Faulquemont (Falkenberg), am Behrbach.
.

## Geschichte
Der Ort gehörte früher zum Herzogtum Lothringen im Heiligen Römischen Reich.
Das Dorf  wurde im Dreißigjährigen Krieg schwer zerstört. Im Jahr 1766 wurde die Ortschaft mitsamt dem Herzogtum von Frankreich annektiert.
Auf dem Gemeindewappen liegt das Lothringerkreuz über den Farben Österreichs. Es erinnert an die Regierungszeit von Herzog Leopold (von 1690 bis 1729). Er ließ die Kirche im Ort bauen und widmete sie seinem Schutzpatron, dem Heiligen Leopold von Österreich.
Durch den Frankfurter Frieden vom 10. Mai 1871 kam das Gebiet von Frankreich an Deutschland und das Dorf wurde dem Kreis Bolchen im Bezirk Lothringen des Reichslandes Elsaß-Lothringen zugeordnet. Die Dorfbewohner betrieben Getreide-, Wein-, Obst-, Tabak- und Gemüseanbau sowie Viehzucht.
Nach dem Ersten Weltkrieg musste die Region aufgrund der Bestimmungen des Versailler Vertrags 1919 an Frankreich abgetreten werden. Im Zweiten Weltkrieg war die Region von der deutschen Wehrmacht besetzt, und die Gemeinde stand bis 1944 unter deutscher Verwaltung.

### Bevölkerungsentwicklung
Das Dorf hatte 1871 eine Gemarkungsfläche von 618 Hektar, 96 Häuser, 97 Familien und 354 Einwohner.
Im Jahr 1910 wurden 288 Einwohner gezählt.
| Jahr      | 1962 | 1968 | 1975 | 1982 | 1990 | 1999 | 2007 | 2019 |
| Einwohner | 227  | 229  | 211  | 197  | 236  | 240  | 266  | 250  |

## Altdeutsche Literatur
- Georg Lang: Der Regierungs-Bezirk Lothringen. Statistisch-topographisches Handbuch, Verwaltungs-Schematismus und Adressbuch, Metz 1874, S. 128  (google-books.com).

## Belege
1. 1 2 3  Eugen H. Th. Huhn: Deutsch-Lothringen. Landes-, Volks- und Ortskunde, Stuttgart 1875,  S. 371 (google-books.com).
2. ↑  Wappenbeschreibung auf genealogie-lorraine.fr (französisch)
3. ↑  Georg Lang: Der Regierungs-Bezirk Lothringen. Statistisch-topographisches Handbuch, Verwaltungs-Schematismus und Adressbuch, Metz 1874, S. 128  (google-books.com).